# Vendor Independent Messaging
Vendor Independent Messaging (VIM) ist eine Programmierschnittstelle zum Versenden von E-Mails aus Windows-Anwendungen heraus.
Sie wurde Anfang der 1990er Jahre von Lotus Software, Borland, IBM und Novell für Windows 3.1 entwickelt. VIM unterlag in der Marktdurchsetzung der von Microsoft entwickelten Schnittstelle MAPI und wird nicht mehr weiterentwickelt.